# スフィンクス (制作プロダクション)
株式会社スフィンクス（英称：SFINX inc.）は、テレビ番組を制作する制作プロダクションで、世界各国の映像をメディアに提供した企業である。

## 沿革
元テレキャスジャパンの社員で結成される。

## 所在地／代表者
- 東京都港区新橋5-27-1
- 代表者 : 柴田紀久

## 元所属スタッフ
- 岡部喜一（プロデューサー／現：株式会社スカラベ・代表取締役社長）

## 主な制作番組

### 現在
レギュラー番組
- 世界まる見え!テレビ特捜部（日本テレビ）

特別番組
- 世界の決定的瞬間（日本テレビ）
- ビートたけし特別主催 おバカンヌNo.1映像祭（日本テレビ）

### 過去
レギュラー番組
- なるほど!ザ・ワールド（フジテレビ）
- 投稿!特ホウ王国（日本テレビ）
- 特命リサーチ200X（日本テレビ）
- 中居正広のボクらはみんな生きている（フジテレビ）
- 世界超密着TV!ワレワレハ地球人ダ!!（フジテレビ）
- ブラックワイドショー（日本テレビ）
- ワールド☆レコーズ（日本テレビ）
- 太田光の私が総理大臣になったら…秘書田中。（日本テレビ）
- 未知の世界を撮りたい 驚き(秘)映像ハンター!ドリームビジョン（日本テレビ）
- 週刊オリラジ経済白書（日本テレビ）

特別番組
- ザ・ショックス（日本テレビ）
- たけし・さんまの世界超偉人伝説（日本テレビ）
- 制作費100億使い切り特番! 世界最高 超豪華ゲーム!100万$の選択! THE BET（日本テレビ）
- 大パニック危機一髪!超絶サバイバル大検証（フジテレビ）
- 世界危険映像まる見え恐怖の怪奇事件大捜査スペシャル（日本テレビ）

## 関連会社
- 株式会社サンライズ社
- 株式会社キューベックス
- 株式会社オフィス　ケイ(U.S.A)
- 株式会社テックハンズ(U.S.A)